# Acantholimon laevigatum
Acantholimon laevigatum är en triftväxtart som först beskrevs av T.X.Peng, och fick sitt nu gällande namn av Rudolf V. Kamelin. Acantholimon laevigatum ingår i släktet Acantholimon och familjen triftväxter. Inga underarter finns listade i Catalogue of Life.